# A View from the Bridge (opera)
A view from the bridge is een opera geschreven door William Bolcom. Bolcom gebruikte voor zijn opera het gelijknamige toneelstuk van Arthur Miller in een bewerking van Arnold Weinstein. De opera werd geschreven in opdracht van Lyric Opera van Chicago. Zij gaf dan ook op 9 oktober 1999 de première onder leiding van dirigent Dennis Russell Davies. De ontvangst van deze Amerikaanse opera was positief. Met enige regelmaat vinden heruitvoeringen plaats.

## Synopsis
Plaats van handeling is Red Hook (Brooklyn). Het verhaal gaat over de ondergang van Eddie Carbone, een stuwadoor van Italiaanse afkomst. Hij is getrouwd met Beatrice, maar maakt zich zorgen over haar zuster Catherine. Zij valt voor de charmes van Eddies neef Rodolpho, die even over is uit Italië. Ondertussen vinden Eddie en Beatrice dat geen goed idee. Rodolpho is een dromer, maar tegelijkertijd vermoeden ze dat Rodolpho Catherine gebruikt om in de Verenigde Staten te mogen blijven. Catherine kan maar geen keus maken tussen de invloed die Eddie op haar heeft en haar liefde voor Rodolpho. Om een huwelijk te voorkomen verklikt Eddie zijn neven Marco en Rodolpho aangezien zij illegaal in het land verblijven. De ruzie loopt zo hoog op dat er uiteindelijk een gevecht plaatsvindt tussen Eddie en Marco. Eddie, gewapend met een mes, wordt in een gevecht met Marco slachtoffer van zijn eigen wapen.
Het verhaal wordt verteld door Alfieri, een advocaat, die steeds de wet voor ogen houdt.